# .hn
‎.hn‏ دامنه اینترنتی اختصاص داده شده به هندوراس است.